# Балака
Балака е една от 28-те области на Малави. Разположена е в южния регион на страната. Столицата на областта е град Балака.
Площта е 2142 км², а населението (по преброяване от септември 2018 г.) е 438 379 души.